# Хасанія
Хасанія (араб. حسّانية Ḥassānīya) — один з різновидів магрибської арабської мови, яким розмовляють мавританські араби та сахраві. Нею говорили бедуїнські племена бені-хасан, які поширили свою владу на більшу частину Мавританії, південно-східне Марокко та Західну Сахару між 15 і 17 століттями. Хасанійська арабська була мовою, якою розмовляли в околицях досучасного міста Шингетті.
Ця мова повністю замінила берберські мови, якими здавна говорили в цих землях. Хоча хасанія явно належить до західноарабських мов, вона дуже віддалилася від інших магрибських говорів арабської мови. Її географічне розташування піддало її значному впливу берберських мов зенаґа і волоф. Існує кілька говірок хасанії, які відрізняються переважно фонетично. Сьогодні хасанією говорять в Алжирі, Лівії, Марокко, Мавританії, Малі, Нігері, Сенегалі та Західній Сахарі. У декотрих із цих країн має офіційний статус.

## Фонологія
Фонологічна система хасанії одночасно консервативна та інноваційна. Усі фонеми класичної арабської представлено в говорі, але є і численні нові. Як і в інших бедуїнських говорах, фонемі [q] класичної арабської відповідає діалектна /ɡ/, фонеми /dˤ/ і /ðˤ/ злилися в /ðˤ/, тоді як міжзубні /θ/ і /ð/ збереглися. Як і в інших західних говорах арабської, сучасна стандартна арабська ج /ʤ/ представлена як /ʒ/.
Утім, ці відповідності в деяких випадках порушуються. Наприклад, класична /q/ представлена як /ɡ/ у /ɡbaðˤ/ «брати», але залишається /q/ у /mqass/ «ножиці». Так само /dˤ/ стає /ðˤ/ в /ðˤəħk/ «сміх», але не змінюється в /mrˤədˤ/ «хворіти». Інколи приголосний корінь може проявлятись обома способами: /θaqiːl/ «важкий, обтяжливий (умоглядне)» проти /θɡiːl/ «важкий (фізично), великоваговий». Деякі з «класичних» форм легко пояснити як нещодавні запозичення з латиницятурної мови (наприклад, /qaː.nuːn/ «закон») або у випадку понять, що стосуються осілого способу життя (як вищенаведене /mqass/ «ножиці»). Для решти немає очевидного пояснення (наприклад, /mrˤədˤ/ «хворіти»). Етимологічне /ðˤ/ завжди залишається таким, ніколи не стає /dˤ/.
Тим не менш, фонематичний стан /q/ і /dˤ/, а також /ɡ/ і /ðˤ/ виглядає дуже стійким, на відміну від багатьох інших арабських говорів. Дещо подібним чином класичне /ʔ/ у більшості контекстів зник або перетворився на /w/ або /j/ (/ahl/ «сім'я» замість /ʔahl/, /wak.kad/ «наполягати» замість /ʔak.kad/ і /jaː.məs/ «вчора» замість /ʔams/). Однак у деяких латиницятурних виразах воно чітко збереглося: /mət.ʔal.lam/ «страждання» (класичне /mu.ta.ʔal.lim/).

### Приголосні
Хасанія оновила багато приголосних за рахунок поширення відмінності емфатичні/неемфатичні. На додаток до вищезгаданого, / rˤ / та / lˤ / фонематично стійкі, а /bˤ fˤ ɡˤ mˤ nˤ/ дещо слабше. Одна додаткова емфатична фонема /zˤ/ запозичена із сусідньої берберської мови зенаґа разом із цілим піднебінним рядом /c ɟ ɲ/ з нігеро-конголезьких мов півдня. Принаймні деякі мовці розрізняють /p/–/b/ через запозичення з французької (та іспанської у Західній Сахарі). Усього приголосних фонем у хасанії 31, або 43, враховуючи крайні випадки.
|              |              | Губні  | Губні     | Міжзубні | Міжзубні  | Зубні/Ясенні | Зубні/Ясенні | Середньо- піднебінні | Задньо- язикові | Язичкові | Глоткові | Гортанні |
| прості       | емфатичні    | прості | емфатичні | прості   | емфатичні |              |              | Середньо- піднебінні | Задньо- язикові | Язичкові | Глоткові | Гортанні |
| ------------ | ------------ | ------ | --------- | -------- | --------- | ------------ | ------------ | -------------------- | --------------- | -------- | -------- | -------- |
| Носові       | Носові       | m      | mˤ        |          |           | n            | (nˤ)         | ɲ                    |                 |          |          |          |
| Проривні     | глухі        | (p)    |           |          |           | t            | tˤ           | c                    | k               | q        |          | (ʔ)      |
| Проривні     | дзвінкі      | b      | bˤ        |          |           | d            | dˤ           | ɟ                    | ɡ               | (gˤ)     |          |          |
| Африкати     | Африкати     |        |           |          |           |              |              | (t͡ʃ)                 |                 |          |          |          |
| Щілинні      | глухі        | f      |           | θ        |           | s            | sˤ           | ʃ                    |                 | χ        | ħ        | h        |
| Щілинні      | дзвінкі      | v      | (vˤ)      | ð        | ðˤ        | z            | zˤ           | ʒ                    |                 | ʁ        | ʕ        |          |
| Дрижачі      | Дрижачі      |        |           |          |           | r            | rˤ           |                      |                 |          |          |          |
| Апроксиманти | Апроксиманти |        |           |          |           | l            | lˤ           | j                    | w               |          |          |          |

На фонетичному рівні класично арабські приголосні /f/ і /θ/ зазвичай втілюються як дзвінкі [v] і [ð]. Останнє, однак, вимовляється інакше, ніж звичайне /ð/, відмінність, ймовірно, полягає в кількості видуваного повітря. У подвоєних і кінцевих позиціях обидві фонеми глухі, у деяких ж мовців /θ/ замінює /ð/ в усіх положеннях. Язичковий щілинний /ʁ/ також стає глухим у стані подвійного, утім не у вигляді щілинного приголосного, а як проривне [qː]. В інших положеннях етимологічний /ʁ/ знаходиться у вільному взаємозаміщенні з /q/ (етимологічний /q/, проте змінюється лише з /ɡ/).

### Голосні
Голосні звуки поділяються на два види: довгі і короткі. Довгі голосні такі самі, як у класичній арабській мові — /aː iː uː/, а коротких однією більше: /a i u ə/. Класичні дифтонги /aj/ та /aw/ можуть переінакшитись по-різному, найпоширенішими втіленнями є [eːʲ] та [oːʷ] відповідно. Проте, такі реалізації, як [aj] і [aw], і навіть [eː] і [oː], також можливі, хоча менш поширені.
Як і в більшості магрибських говорів арабської мови, етимологічні короткі голосні зазвичай опускаються у відкритих складах (за винятком закінчення іменника жіночого роду /-a/): */tak.tu.biː/ > /tə.ktbi/ «ви пишете», */ka.ta.ba/ > */ka.tab/ > /ktəb/ «він написав». У закритих складах діалектний /а/ зазвичай відповідає класичному /а/, а класичні /i/ та /u/ злилися в /ə/. Примітно, що морфологічний /j/ представлено через [i], а /w/ через [u] у початковому передприголосному положенні слова: /u.ɡəft/ «я встав» (корінь w-g-f; пор. /ktəbt/ «я написав», корінь k-t-b), /i.naɡ.ɡaz/ «він спускається» (префікс підмета i-; пор. /jə.ktəb/ «він пише», префікс підмета jə-). У деяких контекстах цей початковий голосний навіть подовжується, добре проявляючи свою голосність: /uːɡ.vu/ «вони встали». Крім того, короткі голосні /a i/ у відкритих складах зустрічаються в берберських запозиченнях, як-то /a.raː.ɡaːʒ/ «людина», /i.vuː.kaːn/ «телята від 1 до 2 років», а короткий /u/ — при пасивному стані: /u.ɡaː.bəl/ «його зустріли» (пор. /ɡaː.bəl/ «він зустрів»).

## Система письма
Хасанійська арабська зазвичай записується арабицею. Однак у Сенегалі уряд прийняв використання латинського алфавіту для написання мови, як це встановлено Указом 2005—980 від 21 жовтня 2005 року.
| Хасанійський алфавіт Сенеґалу | Хасанійський алфавіт Сенеґалу | Хасанійський алфавіт Сенеґалу | Хасанійський алфавіт Сенеґалу | Хасанійський алфавіт Сенеґалу | Хасанійський алфавіт Сенеґалу | Хасанійський алфавіт Сенеґалу | Хасанійський алфавіт Сенеґалу | Хасанійський алфавіт Сенеґалу | Хасанійський алфавіт Сенеґалу | Хасанійський алфавіт Сенеґалу | Хасанійський алфавіт Сенеґалу | Хасанійський алфавіт Сенеґалу | Хасанійський алфавіт Сенеґалу | Хасанійський алфавіт Сенеґалу | Хасанійський алфавіт Сенеґалу | Хасанійський алфавіт Сенеґалу | Хасанійський алфавіт Сенеґалу | Хасанійський алфавіт Сенеґалу | Хасанійський алфавіт Сенеґалу | Хасанійський алфавіт Сенеґалу | Хасанійський алфавіт Сенеґалу | Хасанійський алфавіт Сенеґалу | Хасанійський алфавіт Сенеґалу | Хасанійський алфавіт Сенеґалу | Хасанійський алфавіт Сенеґалу | Хасанійський алфавіт Сенеґалу | Хасанійський алфавіт Сенеґалу | Хасанійський алфавіт Сенеґалу | Хасанійський алфавіт Сенеґалу | Хасанійський алфавіт Сенеґалу | Хасанійський алфавіт Сенеґалу | Хасанійський алфавіт Сенеґалу | Хасанійський алфавіт Сенеґалу | Хасанійський алфавіт Сенеґалу | Хасанійський алфавіт Сенеґалу |
| ----------------------------- | ----------------------------- | ----------------------------- | ----------------------------- | ----------------------------- | ----------------------------- | ----------------------------- | ----------------------------- | ----------------------------- | ----------------------------- | ----------------------------- | ----------------------------- | ----------------------------- | ----------------------------- | ----------------------------- | ----------------------------- | ----------------------------- | ----------------------------- | ----------------------------- | ----------------------------- | ----------------------------- | ----------------------------- | ----------------------------- | ----------------------------- | ----------------------------- | ----------------------------- | ----------------------------- | ----------------------------- | ----------------------------- | ----------------------------- | ----------------------------- | ----------------------------- | ----------------------------- | ----------------------------- | ----------------------------- | ----------------------------- |
| A                             | B                             | C                             | D                             | Ḍ                             | E                             | Ë                             | F                             | G                             | H                             | Ḥ                             | J                             | K                             | L                             | M                             | N                             | Ñ                             | O                             | Q                             | R                             | S                             | Ṣ                             | Ŝ                             | T                             | Ṭ                             | Ŧ                             | U                             | V                             | W                             | X                             | Ẋ                             | Y                             | Z                             | Ż                             | Ẓ                             | ʔ                             |
| a                             | b                             | c                             | d                             | ḍ                             | e                             | ë                             | f                             | g                             | h                             | ḥ                             | j                             | k                             | l                             | m                             | n                             | ñ                             | o                             | q                             | r                             | s                             | ṣ                             | ŝ                             | t                             | ṭ                             | ŧ                             | u                             | v                             | w                             | x                             | ẋ                             | y                             | z                             | ż                             | ẓ                             | ʼ                             |

## Розподіл мовців

Карта поширення хасанії. Світлоезеленим — співіснування із туарезькою мовою

За даними Ethnologue, існує приблизно три мільйони мовців хасанії, розподілених таким чином:
- Мавританія: 2 770 000 (2006)
- Західна Сахара і південний район Марокко, відомий як землі Текна: понад 200 000 (1995)
- Малі: 175 800—210 000 (2000)
- Алжир: 150 000 (1985)
- Лівія: 40 000 (1985)
- Нігер: 10 000 (1998)

### Багатомовність
Багато носіїв хасанії перескакують між мовами. Так, у Західній Сахарі зазвичай перемикання відбувається між хасанією, сучасною стандартною арабською та іспанською, оскільки Іспанія раніше володіла цим регіоном; на решті країн, де говорять хасанією, додатковою мовою є французька.

## Приклад мови
- Ëwwël mën sa'aadët linsaan: graaytu. — Перше щастя людини: навчання.
- Wë li gra yëḥraar wë yënḥallu ʼayniih. — Той, хто навчається, прокидається і відкриває очі.
- Wël li bëyn ël gaari wël maahu gaari huwwë li bëyn, ëʼmë wë ëŝŝaayiv. — Він знає, що є очевидним, а що прихованим[4].